# Landgericht Landshut
Das Landgericht Landshut ist ein Gericht der ordentlichen Gerichtsbarkeit. Es ist eines von 22 Landgerichten im Freistaat Bayern.

## Geschichte
Vorläufer des heutigen Landgerichts ist das 1857 gegründete bayerische Bezirksgericht, das mit dem Gerichtsverfassungsgesetz von 1879 in ein Landgericht umgewandelt wurde. 1879 waren dem Landgericht Landshut acht Amtsgerichte nachgeordnet: Dingolfing, Eggenfelden, Landshut, Mainburg, Moosburg, Neumarkt an der Rott, Rottenburg an der Laaber und Vilsbiburg. Nach der Auflösung des Landgerichtes Straubing kamen zum 1. Oktober 1932 noch die Amtsgerichte Landau an der Isar und Mallersdorf hinzu.

### Landesarbeitsgericht Landshut
Gemäß Arbeitsgerichtsgesetz vom 23. Dezember 1926 wurden in Deutschland Arbeitsgerichte gebildet. Diese waren nur in der ersten Instanz organisatorisch selbstständige Gerichte, die Landesarbeitsgerichte waren den Landgerichten zugeordnet. Am Landgericht Landshut entstand so 1927 das Landesarbeitsgericht Landshut als eines von 23 Landesarbeitsgerichten in Bayern. Sein Sprengel umfasste die Arbeitsgerichte Dingolfing, Landshut, Neumarkt an der Rott und Vilsbiburg. Das Landesarbeitsgericht Landshut wurde bereits zum 1. Januar 1930 aufgehoben, da die Zahl der Landesarbeitsgerichte auf 7 reduziert wurde. Die Aufgaben übernahm das Landesarbeitsgericht München.

## Landgerichtsbezirk
Der Bezirk des Landgerichts Landshut erstreckt sich neben der kreisfreien Stadt Landshut auf folgende Landkreise:
- Dingolfing-Landau
- Erding
- Freising
- Landshut
- Rottal-Inn

Der Landgerichtsbezirk Landshut wurde zum 1. Mai 1992 durch die Zuteilung der Amtsgerichte Erding und Freising (bisher Landgericht München II) vergrößert.
Im Landgerichtsbezirk Landshut sind 726 Rechtsanwälte (Stand: 17. Januar 2019) zugelassen.

## Gerichtsgebäude
Das ehemalige Gebäude des Landgerichts entstand 1879 auf dem Dreifaltigkeitsplatz. Im November 1969 zog das Gericht in das neu gebaute Zentraljustizgebäude in der Maximilianstraße 22.
Am 7. April 2009 kam es in dem Gerichtsgebäude zu einer Schießerei (der Täter schmuggelte eine Pistole in das Gebäude), bei der ein Beteiligter eines Erbschaftsprozesses auf drei andere, mit ihm verwandte Beteiligte des gleichen Prozesses schoss. Bei dem Vorfall kamen zwei Personen, darunter der Täter, der sich selbst in den Kopf schoss, ums Leben und zwei Personen erlitten schwere Verletzungen, vor allem durch Querschläger. Seit dem Vorfall sind die Sicherheitskontrollen bei Zivilprozessen deutlich verschärft worden.

## Über- und nachgeordnete Gerichte
Das Landgericht Landshut ist eines von zehn Landgerichten, denen das Oberlandesgericht München übergeordnet ist; nachgeordnet sind die Amtsgerichte in Eggenfelden, Erding, Freising, Landau an der Isar und Landshut.